# Emmy Beckmann
Pour les articles homonymes, voir Beckmann.
Emmy Beckmann, née le 12 avril 1880 à Hambourg et morte le 24 décembre 1967 dans la même ville, est une enseignante, militante féministe et femme politique allemande, membre du Parti démocrate allemand et du Parti libéral-démocrate. Première femme conseillère scolaire de Hambourg, elle est chargée de superviser l'enseignement secondaire pour les filles. Elle siège à la Bürgerschaft de Hambourg de 1921 à 1933 et de 1949 à 1957. Elle y défend notamment les droits des femmes dans l'éducation et la vie professionnelle. Elle est présidente du Deutscher Akademikerinnenbund de 1949 à 1953.

## Biographie

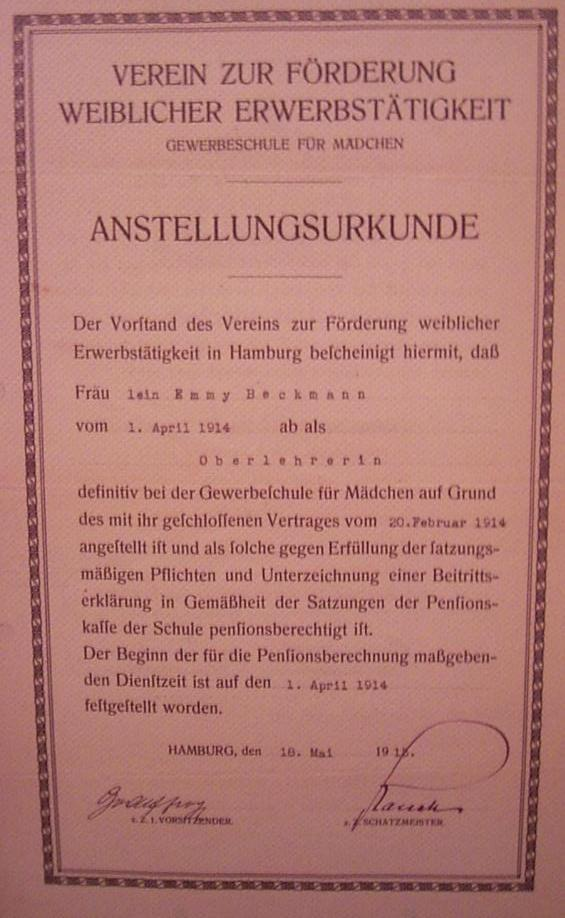
Certificat de travail pour Emmy Beckmann à l'école professionnelle pour filles.

### Jeunesse et formation
Emmy Dora Caroline Beckmann naît le 12 avril 1880 à Wandsbek, un quartier de Hambourg. Elle a une sœur jumelle, Hanna (1880-1956), dont elle reste très proche, et un frère aîné, Heinz Beckmann (de) (1877-1939), pasteur de l'Église Saint-Nicolas de Hambourg et militant pour l'égalité des droits pour les théologiennes. Leur mère, Johanna Lembke (1849-1880), meurt en couches à la naissance des jumelles et leur père, Hartwig Beckmann (1849-1920), professeur de lycée, se remarie lorsqu'elles ont quatre ans et a quatre autres enfants,. 
Les deux sœurs fréquentent l’école secondaire et obtiennent un diplôme pour enseigner dans des écoles secondaires. Emmy Beckmann travaille ensuite trois ans en Angleterre puis à Husum, dans le Schleswig-Holstein. En 1906 elle suit, toujours avec sa sœur, des cours de perfectionnement à Göttingen et Heidelberg,.

### Vie professionnelle
Emmy Beckmann travaille dans diverses écoles comme enseignante principale à partir de 1909. En 1926, elle est nommée directrice d'une école secondaire de Hambourg, la Hansaschule, qui devient en 1927, à son initiative, le Helene-Lange-Gymnasium (de). Un an plus tard, elle devient la première femme inspectrice scolaire de Hambourg, chargée de superviser l'enseignement secondaire féminin,. 
En 1914, elle rejoint le groupe local de Hambourg de l'Association des enseignantes qualifiées et en est élue présidente peu après.

### Engagement féministe
Depuis ses études, Emmy Beckmann rencontre et débat avec des militantes féministes comme Minna Cauer, Helene Lange, Gertrud Bäumer et l'homme politique libéral Friedrich Naumann. Elle écrit par ailleurs pour le journal Die Frau, dirigé par Helene Lange. 
Elle est membre fondatrice de l'Association municipale des associations de femmes de Hambourg en 1915. Elle en est la vice-présidente et membre du conseil d'administration de 1918 jusqu'à sa dissolution en 1933. Elle milite aussi pour la participation politique des femmes au sein de l'Association pour le droit de vote des femmes et du comité de campagne électorale des associations de femmes de Hambourg. 
En 1921, elle succède à Helene Lange comme première présidente de l'Allgemeiner Deutscher Lehrerinnenverein (de) (Association générale des enseignantes allemandes) et occupe ce poste jusqu'à la dissolution de l'association par les nazis.
Durant la même période, Emmy Beckmann est également membre du conseil d'administration du Bund Deutscher Frauenvereine.

### Engagement politique
Emmy Beckmann est membre du Parti démocrate allemand.
Elle est membre de la Bürgerschaft de Hambourg de 1921 à 1933 (puis à nouveau de 1949 à 1957). Elle y fait campagne pour l'égalité des chances pour les filles et les femmes dans l'éducation aussi bien que dans leur carrière professionnelle. Elle défend l'accession des femmes à des postes de direction dans les écoles et contre la « clause de célibat », qui impose la mise à la retraite des enseignantes dès qu'elles se marient, mais se prononce contre la mixité, estimant que seules des enseignantes devaient exercer dans les écoles de filles, l'idéal éducatif ne pouvant être façonné et illustré que par des modèles du même genre,.

### Les années du nazisme
Dans une publication de 1932, Emmy Beckmann prend position, entre autres, contre les nationaux-socialistes, qui émergent de plus en plus à Hambourg. Comme beaucoup d’autres personnalités démocratiques de la République de Weimar, elle est démise de ses fonctions lorsque les nazis prennent le pouvoir en 1933, en vertu de la Loi sur la restauration de la fonction publique et mise à la retraite anticipée pour cause de fiabilité politique. Étonnamment, elle demande, la même année, son admission au Nationalsozialistischer Lehrerbund (Ligue national-socialiste des enseignants) mais sa demande est rejetée. L’historien Helmut Stubbe-da Luz suppose qu'elle a voulu ainsi se protéger par rapport à ses prises de positions antérieures,. 
Dès lors, Emmy Beckmann se fait discrète, elle rejoint ainsi l’émigration interne mais donne tout de même des conférences dans des cercles privés afin de compléter ses revenus. 

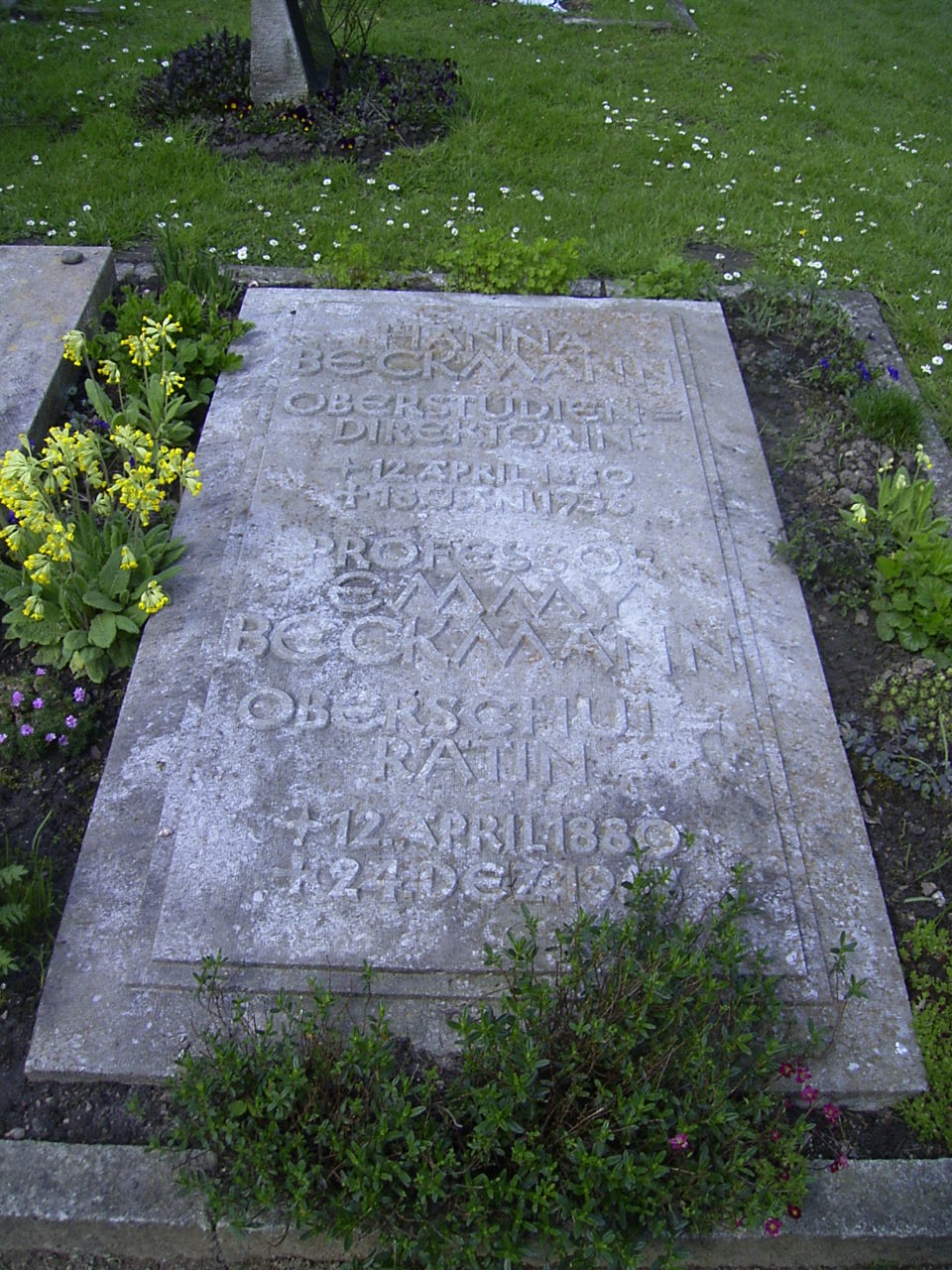
Pierre tombale d'Hanna et Emmy Beckmann dans le jardin des femmes du cimetière d'Ohlsdorf.

### L'après guerre
Heinrich Landahl (de) la reconduit dans ses fonctions de conseillère scolaire dès 1945. Elle joue un rôle clé dans la reconstruction du système scolaire de Hambourg.
En 1945, Emmy Beckmann et Olga Essig (de) forment le Frauenausschuss, comité des femmes, dans le but de sensibiliser les femmes aux questions antifascistes et de les encourager à participer à la vie publique.
Emmy Beckmann cofonde également le Hamburger Frauenring en 1948 et en siège à son conseil d'administration jusqu'en 1952. En 1947, elle participe à la création du Arbeitsgemeinschaft für Mädchenbildung qui publie jusqu'en 1967 la revue Mädchenbildung und Frauenschaffen,.
Au début de l'année 1948, elle initie le rétablissement de l'Association des femmes universitaires de Hambourg, à laquelle elle appartenait à l'époque de la République de Weimar et qui fera partie par la suite du Deutscher Akademikerinnenbund (Association allemande des femmes universitaires). Elle dirige cette association à partir de son rétablissement en 1949,.
En 1945, elle participe à la fondation du Partei Freier Demokraten, Parti démocrate libre, qui devient plus tard la section de Hambourg du Parti libéral-démocrate. Elle appartient à l'aile gauche du parti.
Après la Seconde Guerre mondiale, le gouvernement militaire britannique la presse de reprendre rapidement ses fonctions politiques. Elle se présente aux élections en 1949 et réintègre la Bürgerschaft de Hambourg. Son travail parlementaire se concentre sur la politique éducative. Elle se prononce contre l'école primaire de six ans proposée par le Parti social-démocrate et pour un allongement de la durée de  l'enseignement secondaire.
Lors des délibérations sur la nouvelle Constitution de Hambourg, Emmy Beckmann demande - en vain -  l'ajout de la phrase « Les femmes doivent faire partie du Sénat » à l'article 33. Même dans son propre groupe, seuls Emilie Kiep-Altenloh, Lieselotte Anders (de), Walter Brosius (de) et Hans-Harder Biermann-Ratjen (de) soutiennent la motion.
En 1957, elle est réélue à la Bürgerschaft, mais renonce à son mandat en raison de son âge.
Emmy Beckmann est membre du conseil d'administration de la Fondation Friedrich Naumann pour la liberté de 1958 à 1960.

### Fin de vie
Emmy Beckmann décède le 24 décembre 1967 à Hambourg, à l'âge de 87 ans. Elle est enterrée avec sa soeur Hanna dans le cimetière d'Ohlsdorf, dans le Jardin des femmes (de),.

## Distinctions
- En 1953, Emmy Beckmann reçoit la Grande Croix de l'Ordre du Mérite de la République fédérale d'Allemagne[1].
- En 1957, le Sénat lui décerne le titre de professeur[3].
- En 1960, la Médaille d'argent pour le travail loyal au service du peuple (de) lui est décernée[1].
- En 1961, elle est la première femme à recevoir la Bürgermeister-Stolten-Medaille (de), la plus haute distinction du Land de Hambourg[1].
- Emmy Beckmann est représentée par la peintre hambourgeoise Ilse Tesdorpf-Edens (de)(1892-1966), dont les œuvres créées jusqu'en 1943 ont été perdues dans un bombardement.
- Une artère de Hambourg-Niendorf porte le nom Emmy-Beckmann-Weg depuis 1980[1].

## Publications
- (de) Um Stellung und Beruf der Frau, s.d. (après 1932)
- (de) avec Elisabeth Kardel, Quellen zur Geschichte der Frauenbewegung, Francfort sur le Main, Verlag Moritz Diesterweg, 1955
- (de) Was ich hier geliebt. Briefe von Helene Lange. Mit einem Lebensbild von Gertrud Bäumer, Tübingen, Wunderlich-Verlag, 1957